# ويلينغتون (جنوب أفريقيا)
ويلينغتون هي مدينة في ويسترن كيب واينلاندس، على بعد 45 دقيقة بالسيارة من كيب تاون، تقع المدينة 75 كم شمال شرق كيب تاون في جنوب إفريقيا، يمكن الوصول إليها عبر الطريق السريع N1 و R44 . ويبلغ عدد سكانها حوالي 62000 نسمة. يتركز اقتصاد ويلينغتون على الزراعة مثل إنتاج النبيذ وعنب المائدة والفاكهة وصناعة البراندي.
كانت المنطقة تُعرف في الأصل باسم وادي ليميت (الوادي الحدودي)، وأصبحت تُعرف باسم فال دو شارون أو واغنماكرزفالي (وادي العربة) في نهاية القرن السابع عشر عندما استقر الفرنسيون الهوغونوتيون هناك. بعد التأسيس الرسمي للمدينة في عام 1840، غُيّر الاسم إلى ويلينغتون تكريماً لآرثر ويلزلي، دوق ويلينغتون الأول، الجندي الشهير الذي انتصر على نابليون في معركة واترلو، وذلك بناءً على مقترح السير جورج نابيير. 

## مواقع بارزة
تأسس مصنع جيمس سيدجويك للتقطير في عام 1886، ويقع في ويلينغتون، وينتج منتجات الويسكي ذات العلامة التجارية "السفن الثلاثة"، بالإضافة إلى ويسكي باين كيب ماونتين.

## روابط خارجية
- بلدية دراكنشتاين
- مكتب السياحة ولينغتون

قالب:Western Cape Province